# Kastoria
Kastoria (řecky Καστοριά, turecky Kesriye, makedonsky Костур) je město v severozápadním Řecku. Je hlavním městem stejnojmenné regionální jednotky v kraji Západní Makedonie. Vlastní město Kastoria má okolo 13 000 obyvatel a celá obec má okolo 36 000 obyvatel. Součástí Řecka je Kastoria od roku 1913.
Kastoria leží v pohoří Pindos v nadmořské výšce 630 metrů. Město bylo vystavěno na poloostrově obklopeném vodami jezera Orestiada. Dostupné je po silnici EO15 a má také letiště Aristotelis.
Pozůstatky neolitického osídlení byly nalezeny v lokalitě Dispilio. V antice bylo město známé jako Celetrum. Později se jmenovalo na počest císařů Diocletianopolis a Justinianopolis. Současný název pochází ze slova „kástoros“ (bobr evropský) a poukazuje na zpracování kožešin jako hlavní zdroj bohatství města. V okolí se také pěstuje obilí, ovoce a vinná réva.
K památkám města patří měšťanské vily ze sedmnáctého a osmnáctého století, kamenný most Zouzouli a sedmdesát středověkých kostelů. Nachází se zde také muzeum byzantských ikon.
Nedaleko Kastorie se nachází Vigla, nejvýznamnější středisko zimních sportů v Řecku.